# Junkers Ju 488
O Junkers Ju 488 foi um bombardeiro pesado criado pela Junkers. Um monoplano quadrimotor, foi a última tentativa de se conceber um bombardeiro de longo alcance. Os trabalhos na aeronave começaram no início de 1944 e esperava-se que no verão de 1945 a aeronave estivesse pronta para operações. Apenas dois protótipos foram construídos, tendo todo o trabalho sido cancelado em Novembro de 1944, visto que a Alemanha não tinha a necessidade de possuir um bombardeiro de longo alcance naqueles condições defensivas.